# 台証期貨
台証期貨股份有限公司（英語：Taishin Futures Co.,Ltd.），是台灣已被合併的期貨公司，由台証證券與台新銀行於1997年9月1日共同投資成立，為台灣期貨市場第一批核准成立的期貨商之一。曾為台新金控旗下子公司，已經於2009年12月19日售予並併入凱基期貨。最初由期貨經紀業務起家，結合經紀、投顧、經理等各部事業，提供投資服務。